# Stoomhoutzagerij Nahuis
Stoomhoutzagerij Nahuis is een museum in de Nederlandse plaats Groenlo met als thema stoomhoutzagen. In het museum wordt getoond hoe de stoomhoutzagerij werkte in tijden dat het nog in bedrijf was, hetgeen tot circa 1977 duurde.
Vanaf circa 1850 was op de locatie een radmakerij gevestigd waarbij met handwerktuigen hout gezaagd werd. Door de aanschaf van een stoommachine in 1918 werd de werkwijze veranderd en ingericht op de stoommachine. De machine was in 1897 in een fabriek van Meer, een voorloper van Mannesmann, in het Duitse Mönchengladbach gebouwd. De machine drijft twee zaagmachines aan die in een houten zaaggebouw uit 1900 staan. Ten zuiden van dit zaaggebouw staat een kleine bakstenen loods waarin de stoommachine staat met aangrenzend een ketelgebouw waarin een ketel van het Cornwall-type staat opgesteld. Het ketelgebouw is voorzien van een schoorsteen. Het zaaggebouw wordt door een hoge brandmuur gescheiden van de andere gebouwen. Apart op het terrein staat nog een houtloods.
De stoomhoutzagerij is in 1994 aangewezen als rijksmonument.